# Campionati del mondo di ciclismo gravel 2022 - Gara maschile Elite
La gara maschile Elite dei Campionati del mondo di ciclismo gravel 2022, prima edizione della prova, si è svolta il 9 ottobre 2022 su un percorso di 194km, con partenza da Vicenza e arrivo a Cittadella nel Veneto in Italia. La vittoria fu appannaggio al belga Gianni Vermeersch, il quale ha completato il percorso in 5h10'40", precedendo l'italiano Daniel Oss ed l'olandese Mathieu van der Poel.
Sul traguardo di Cittadella 99 dei 140 corridori partiti da Vicenza hanno portato a termine la competizione.

## Percorso
Il percorso prevedeva la partenza da Vicenza con arrivo a Cittadella, in provincia di Padova. In avvio, nei primi venti chilometri, subito due leggeri strappi all'uscita dalla città, poi il percorso costeggiava il fiume Bacchiglione fino a Padova e poi fino a Cittadella percorrendo l'argine destro del fiume Brenta. Gli uomini Elite hanno percorso due giri da 25 km in un circuito intorno Cittadella per una distanza totale di 194 km con 800 metri totali di dislivello. Il percorso era composto da un 36% di strade sterrate, 18% di ghiaia dura, l'1% di pavé, 17% di superficie dura e un 27% di asfalto

## Corridori partecipanti
Gli atleti si sono qualificati attraverso i risultati ottenuti nell'UCI World Gravel Series, piazzandosi nei primi 25% della classifica per ogni età, o tramite wild card assegnata dalle singole federazioni nazionali. La partecipazione era consentita nella categoria Elite agli atleti appartenenti a team Elite (UCI World Team, UCI Professional Continental Team, UCI Continental Team, UCI Mountain Bike, UCI Cyclocross o UCI Track). Le federazioni hanno avuto possibilità di schierare un numero di atleti in rappresentanza della propria Nazionale, ma altri corridori della stessa nazionalità hanno potuto correre da individuali pur indossando comunque divise, diverse da quella della Nazionale, ma comunque rappresentanti il proprio Paese. Nella startlist ufficiale non è comunque presente una divisione per squadre.
Nonostante l'esordio a livello mondiale della disciplina, la lista di partenti è stata impreziosita da diversi corridori professionisti quali lo slovacco Peter Sagan, vincitore di tre Mondiali in linea su strada e due Classiche monumento e l’olandese Mathieu van der Poel, quattro volte iridato ai Mondiali di ciclocross oltre che due volte vincitore del Giro delle Fiandre ma anche protagonisti dell'UCI World Tour quali Zdeněk Štybar, Nathan Haas, Gianni Vermeersch, Lawrence Naesen, Magnus Cort Nielsen, Lilian Calmejane, Nicolas Roche, Miguel Ángel López e gli italiani Samuele Zoccarato, Daniel Oss, Davide Ballerini, Alessandro De Marchi e il campione italiano uscente Filippo Zana oltre al cinquantunenne Davide Rebellin.

## Classifica (Top 10)
| Pos. | Corridore            | Squadra     | Tempo    |
| ---- | -------------------- | ----------- | -------- |
| 1    | Gianni Vermeersch    | Belgio      | 5h10'40" |
| 2    | Daniel Oss           | Italia      | a 44"    |
| 3    | Mathieu van der Poel | Paesi Bassi | a 1'29"  |
| 4    | Greg Van Avermaet    | Belgio      | a 1'30"  |
| 5    | Evgenij Fëdorov      | Kazakistan  | a 1'39"  |
| 6    | Magnus Cort Nielsen  | Danimarca   | a 1'40"  |
| 7    | Alessandro De Marchi | Italia      | a 1'41"  |
| 8    | Zdeněk Štybar        | R. Ceca     | a 1'47"  |
| 9    | Davide Ballerini     | Italia      | a 1'54"  |
| 10   | Andreas Stokbro      | Danimarca   | a 2'43"  |